# Virtuoso (album)
Virtuoso  è un album del chitarrista jazz Joe Pass, pubblicato nel 1973. Pur contenendo una sola composizione originale ("Blues for Alican"), è ampiamente considerato il suo miglior album, nonché uno dei migliori album di chitarra jazz.

## Tracce
Side 1
1. "Night and Day" (Cole Porter) – 3:32
2. "Stella by Starlight" (Victor Young) – 5:10
3. "Here's That Rainy Day" (Jimmy Van Heusen) – 3:36
4. "My Old Flame" (Arthur Johnston) – 5:17
5. "How High the Moon" (Morgan Lewis) – 4:59

Side B
1. "Cherokee" (Ray Noble) – 3:37
2. "Sweet Lorraine" (Cliff Burwell) – 4:09
3. "Have You Met Miss Jones?" (Richard Rodgers) – 4:42
4. "'Round Midnight" (Thelonious Monk, Cootie Williams) – 3:38
5. "All the Things You Are" (Jerome Kern) – 4:01
6. "Blues for Alican" (Joe Pass) – 5:29
7. "The Song Is You" (Kern) – 4:34

## Personale
- Joe Pass – chitarra